# Фармерс Бранч (Тексас)
Фармерс Бранч (енгл. Farmers Branch) град је у америчкој савезној држави Тексас. По попису становништва из 2010. у њему је живело 28.616 становника.

## Демографија
Према попису становништва из 2010. у граду је живело 28.616 становника, што је 1.108 (4,0%) становника више него 2000. године.
| Група             | 2000.          | 2010.          |
| Белци             | 15.360 (55,8%) | 12.648 (44,2%) |
| Афроамериканци    | 661 (2,4%)     | 1.365 (4,8%)   |
| Азијати           | 804 (2,9%)     | 1.249 (4,4%)   |
| Хиспаноамериканци | 10.241 (37,2%) | 12.984 (45,4%) |
| Укупно            | 27.508         | 28.616         |